# 西拉吉·多萝焦
西拉吉·多萝焦（匈牙利語：Szilágyi Dorottya，1996年11月10日—），匈牙利女子水球运动员。她曾代表匈牙利国家队参加2020年夏季奥林匹克运动会女子水球比赛，获得一枚铜牌。